# سیارک ۲۶۴۵۷
سیارک ۲۶۴۵۷ (به انگلیسی: 26457 Naomishah، نامگذاری:2000AL105)۲۶۴۵۷مین سیارک کشف شده‌است که در ۰۵ ژانویه ۲۰۰۰ کشف شد.